# Dominik Czaja

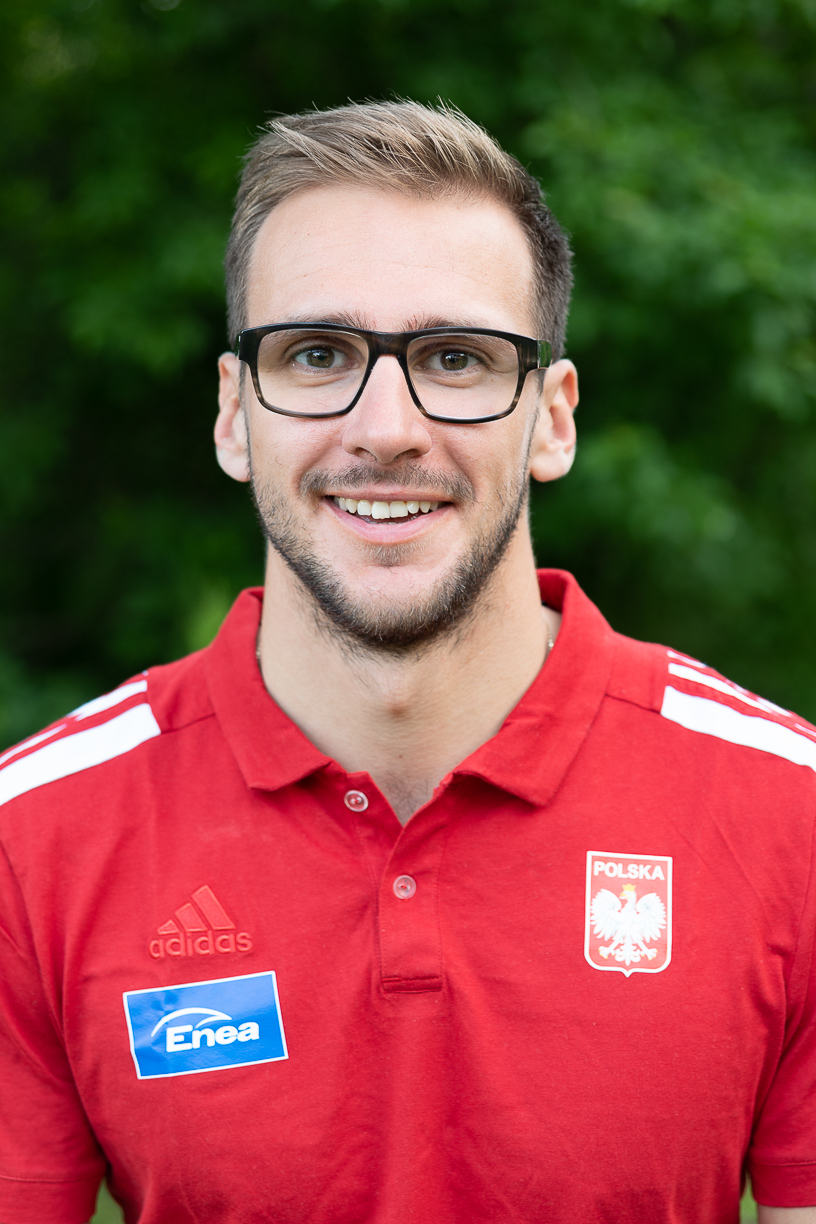
Dominik Czaja (2019)

Dominik Czaja (* 12. August 1995 in Krakau) ist ein polnischer Ruderer. Er war Weltmeister 2022 und Olympiadritter 2024.

## Sportliche Karriere
Dominik Czaja gewann bei den Junioren-Weltmeisterschaften 2013 zusammen mit Marcin Pawłowski die Bronzemedaille im Doppelzweier. Im Jahr darauf trat er bei den U23-Weltmeisterschaften 2014 mit dem Doppelvierer an und belegte den achten Platz. 2016 erreichte er mit Adam Wicenciak im Doppelzweier den achten Platz bei den Europameisterschaften. Bei den U23-Weltmeisterschaften 2016 belegte er mit dem Doppelvierer den vierten Platz.
2017 trat der polnische Doppelvierer mit Dominik Czaja, Dariusz Radosz, Wiktor Chabel und Adam Wicenciak an. Bei den Europameisterschaften in Račice u Štětí gewannen die Polen Silber hinter den Litauern. Vier Monate später belegten die Polen den fünften Platz bei den Weltmeisterschaften in Sarasota. 2018 ruderten Dominik Czaja, Wiktor Chabel, Szymon Pośnik und Maciej Zawojski im polnischen Doppelvierer. Bei den Europameisterschaften in Glasgow siegten die Italiener vor den Litauern und den Polen. Anderthalb Monate danach fanden in Plowdiw die Weltmeisterschaften 2018 statt, der polnische Doppelvierer erreichte den sechsten Platz. 2019 siegte der polnische Doppelvierer bei allen drei Regatten im Ruder-Weltcup: In Plowdiw mit Fabian Barański, Wiktor Chabel, Mirosław Ziętarski und Mateusz Biskup; in Posen und Rotterdam mit Dominik Czaja, Wiktor Chabel, Szymon Pośnik und Fabian Barański. In dieser Besetzung erkämpften die Polen bei den Weltmeisterschaften 2019 in Linz-Ottensheim die Silbermedaille hinter den Niederländern.
Bei den Europameisterschaften 2020 belegte der polnische Doppelvierer den fünften Platz. 2021 in Varese folgte der vierte Platz. Bei den Olympischen Spielen in Tokio erreichten Czaja, Chabel, Pośnik und Barański als Vorlaufsieger vor den Italienern das Finale. Dort belegten sie den vierten Platz mit 0,3 Sekunden Rückstand auf die drittplatzierten Australier. Im Jahr darauf gewannen Dominik Czaja, Mateusz Biskup, Mirosław Ziętarski und Fabian Barański die Silbermedaille bei den Europameisterschaften 2022 in München hinter dem italienischen Doppelvierer. Einen Monat später siegten die Polen bei den Weltmeisterschaften in Račice u Štětí vor den Briten und den Italienern. 2023 gewann der polnische Doppelvierer den Titel bei den Europameisterschaften in Bled. Bei den Weltmeisterschaften in Belgrad, drei Monate später, siegten die Niederländer vor den Italienern und den Polen. 2024 bei den Europameisterschaften in Szeged gewann der italienische Doppelvierer vor den Schweizern. Dominik Czaja, Mateusz Biskup, Mirosław Ziętarski und Fabian Barański wurden Dritte mit 0,67 Sekunden Rückstand auf die Schweizer. Bei den Olympischen Spielen in Paris erreichten die Polen als Vorlaufzweite hinter den Italienern und vor den Schweizern direkt das Finale. Im Endlauf siegten die Niederländer mit 2,4 Sekunden Vorsprung vor den Italienern, 0,19 Sekunden dahinter wurden die Polen Dritte mit fast zwei Sekunden Vorsprung vor den viertplatzierten Briten.